# Sphaceloma coryli
Sphaceloma coryli är en svampart som beskrevs av Vegh & M. Bourgeois 1976. Sphaceloma coryli ingår i släktet Sphaceloma och familjen Elsinoaceae.   Inga underarter finns listade i Catalogue of Life.